# Haplolabida sjostedti
Haplolabida sjostedti là một loài bướm đêm trong họ Geometridae.